# (768325) 2015 BP519
(768325) 2015 BP519, surnommé officieusement « Caju », est un objet transneptunien extrême dont l'orbite est fortement inclinée sur l’écliptique, ce qui pourrait être expliqué par l'existence de la Planète Neuf. Étant donné son diamètre présumé, ce pourrait être une planète naine.